# Andy Declerck
Andy Declerck (Kortrijk, 26 augustus 1975) is een Belgische jazzmuzikant en -componist. Hij is tevens actief in de popmuziek, latin jazz en wereldmuziek, evenals in cross-over projecten met klassieke orkesten. Zijn hoofdinstrument is tenorsaxofoon, maar hij speelt ook sopraan-, alt- en baritonsaxofoon.  Daarnaast bespeelt hij de dwarsfluit, klarinet, EWI 4000s (electric wind instrument) en bansuri.

## Opleiding
Op 10-jarige leeftijd begon Declerck saxofoon te spelen. Hij volgde drie jaar klassiek saxofoon bij Rudy Haemers. Intussen was hij actief in de Koninklijke Fanfare Sint-Cecilia van Deerlijk. Na zijn studies industrieel ingenieur bouwkunde (1993-1997) werd hij door saxofonist Frank Debruyne geïntroduceerd in de jazz. Hij begon met studies aan het conservatorium van Gent (2000-2005), waar hij afstudeerde als meester in muziek (Master's degree jazz music saxophones). Aan het conservatorium kreeg Declerck les van Frank Vaganée, Dieter Limbourg, Marc Godfroid en Nico Schepers. In 2004 volgde hij in Amsterdam masterclasses bij Dick Oatts; ook bij John Ruocco en Bob Mintzer volgde hij masterclasses. 
Na zijn studies aan het conservatorium kreeg hij nog enkele jaren les dwarsfluit van Veerle Secember en Siska Vandenbulcke, alsmede jazzpiano van Wouter Debode.

## Carrière
In 2004 was Declerck begonnen als sideman en freelance muzikant. Zijn carrière nam al snel een hoge vlucht en in de loop der jaren speelde hij met muzikanten als Didier Deruytter, Hans Van Oost, Herman Pardon, Dirk Van der Linden, Ewout Pierreux, Frederik Leroux, Jos Machtel, Yves Peeters, Janos Bruneel, Michel Paré, Toni Vitacolonna, Steven Devolder, Marie-Anne Standaert, Richard Rousselet, Pieter Claus, Werner Meert, Yannick Peeters, Michel Hendrickx, Kobe Boon, …
Hij speelde met tal van bands en groepen zoals het kamerorkest Beethoven Academie, The Smoky Midnight Gang, Brussels Jazz Orchestra, salsa bigband Con Mucho Gusto, bigband The Young Jazz Orchestra (later hernoemd naar Tuesday Night Orchestra), Big Band 86 (onder leiding van Marc Godfroid), Greenhouse Sextet, Colorless Green Ideas, de dixielandband The Almost Swinging Jazz Band, Tivoli Band, Triple Jeopardy, Miller Band, Ze Quaffeurz, European Philharmonia, Arne Van Coillie Unit, Scindapsus Quintet, Thesaurus Project, Pieter Vandergooten Quartet, The Boonx, Thiscovery,...
Als bandleader begon hij met zijn eigen Andy Declerck Trio (met Jouni Isoherranen en Simon Segers of alternerend met Stijn Engels en Wim Ramon) en Andy Declerck Kwartet (met Koen Kimpe, Christian Mendoza en Toon Van Dionant). Ook stichtte hij de Andy Declerck & Kari Antila Group (met Kari Antila, Ramon en Van Dionant). Daarnaast vormde hij een eigen swingband 10 Square Feet, een jazzkwartet GLAD! en de formatie What About Jazz!. Met Pieter Vandergooten en Jouni Isoherranen begon Declerck het Trio Deja Nero dat modern jazz brengt met latin en fusion elementen.
Het trio BONE a tribute to Steve Lacy (met Michail Bezverchni of Isoherranen en Engels) en daaruit voortvloeiend Mother Goose Band - tribute to Steve Lacy (met Bezverchni, Engels, Artur Rozek, Bart Maris en Rita De Vuyst) volgden. BONE maakte trouwens uitstapjes naar de klassieke muziek. Zo was er de concertreeks Jazz goes Classic, waarbij werken van Steve Lacy, Thelonious Monk en Mal Waldron afgewisseld werden met stukken van Johann Sebastian Bach en Maurice Ravel.
Van 2005 tot 2007 was Declerck organisator van de jams in café De Afkikker (nu Jazzclub Steve Lacy) te Gent. Zelf heeft hij er een groot aantal optredens gegeven, telkens met verschillende bezettingen.
Voor latin bigband en meerstemmige blazerssecties schrijft hij arrangementen en voor zijn eigen projecten is hij actief als componist.

## Leraar
Andy Declerck geeft les in de vakken jazzsaxofoon, ensemble en jazzharmonie in het deeltijds kunstonderwijs en in het kunstsecundair onderwijs. Hij is verbonden aan het Atheneum voor Muziek en Dans (MUDA) te Gent als leraar jazz/pop saxofoon, Jazzmuziektheorie en coördinatie; aan het conservatorium van Kortrijk geeft hij jazz/pop saxofoon en jazzmuziektheorie.

## Privé
Andy Declerck woont in Deerlijk.

## Discografie
Albums:
- Andy Declerck & Kari Antila Group: 1000 Miles Away (Seventh String Music, 2007)
- Andy Declerck Trio: Introspectivity (Rail Note, 2012)
- BONE a tribute to Steve Lacy (The Three Thirty Three Records, 2018)